# Puerto de Isla Cristina

Contraseña de la provincia marítima de Huelva.

El puerto de Isla Cristina, perteneciente a la provincia marítima de Huelva en la costa de la Luz española, es el puerto con mayor facturación en fresco de Andalucía y uno de los primeros en tonelaje e importancia de capturas a nivel nacional. Figura como uno de los 23 principales puertos pesqueros de España designados por la FAO. Exporta sus productos a toda España y a gran parte de Europa. Se desarrolló como forma de apoyar, en origen, la actividad pesquera de los primeros colonos de la zona del siglo XVIII. Su crecimiento ha sido constante en extensión, llegando a superar los 640.000 m2 (64 ha) en 2009 tras su última ampliación, aunque no en lo referente al desembarco de capturas. La década de 1920 marcó la cifra máxima de pescado desembarcado con casi 16.000 toneladas en un solo año, destacando la almadraba de atún. Como puerto sardinero ha sido desde hace décadas uno de los primeros de España y la especie tradicional del puerto.
La modernización de la flota y la búsqueda de nuevas técnicas de pesca han sido una constante durante su desarrollo, introduciendo innovaciones a nivel nacional en las artes de pesca como la tarrafa, a finales del siglo XIX. Ya en el XX, la reconversión del sector restó importancia al puerto para dársela a las piscifactorías, a la vez que se añadía actividad de I+D al sector con centros de innovación como el CIT-Garum.

## Historia a través de la pesca

### Antecedentes y comienzos
Inicialmente, hacia 1724, un puerto rudimentario en la zona de la barra de la Tuta para amarre y desembarco de mercancías fue la consecuencia lógica y necesaria de la llegada, desde los primeros años del siglo XVIII (quizá antes), de artesanos pesqueros desde el levante e incluso Francia. Estos pescadores venían atraídos por la pesca de la sardina y el atún principalmente, y de otras especies de interés comercial, volviendo tras la temporada a sus puertos de origen.
Este trasiego periódico de temporeros marca el momento en que se inició la actividad pesquera en la barra de la Tuta. Hasta la década de 1750, las pesquerías se desarrollaron en la zona en forma de colonias con frecuencia de actividad estival, dependientes de los puertos de origen en el levante español. Con el tiempo y gracias a la abundancia de recursos y la necesidad de establecerse un puerto con más seguridad, estas colonias llegaron a convertirse en puertos estables y con población permanente. Este fue el origen de localidades como Punta del Moral, La Higuerita (renombrada en 1834 como Isla Cristina) o Punta del Caimán (actualmente una barriada de Isla Cristina). El terremoto de Lisboa de 1755 es el hito que suscita la necesidad de establecerse en un punto convenientemente protegido de los envites naturales y, de paso, buscar un lugar donde obtener mejores condiciones tributarias. El lugar elegido fue la isla de la Higuerita, protegida por un cordón litoral arenoso, la Barra, a algunos cientos de metros de la Tuta hacia el nordeste, en la zona de marismas y esteros existentes entre Ayamonte y La Redondela, y libre, al menos en principio, de las administraciones tributarias aledañas mencionadas. Estas condiciones hicieron de esta isla el lugar idóneo al que se trasladará el grueso de los asentamientos.

### Independencia comercial y pesca entre lossigloXVIIIyXIX
Su situación estratégica protegida, a la par que algunos acontecimientos políticos fomentados por el Marqués de Pombal en Portugal (véase historia de Vila Real de Santo António) y gracias a concesiones jurisdiccionales de Carlos III (véase creación del ayuntamiento de La Real Isla de la Higuerita), primaron un fuerte desarrollo de la actividad pesquera en este puerto desde los primeros años de su formación.
A finales del siglo XVIII el número de embarcaciones tradicionales aún era importante, con más de 60 jábegas (la mayor embarcación de pesca tradicional de la zona). Sin embargo, 30 años después, en 1824, existían en la provincia de Huelva sólo entre 24 y 26 jábegas, de las que entre 18 y 20 pertenecían al puerto de Isla Cristina. Las jábegas eran el principal medio para la captura de la sardina, especie que en este puerto sobresale especialmente. Las artes de bous traídas por pescadores valencianos al golfo de Cádiz, poco selectivas debido al arrastre, arruinaron las actividades tradicionales (entre ellas, las mencionadas jábegas), aunque éstas se siguieron usando (como el trasmallo, aún en uso) y produjeron el abandono de gran cantidad de pescadores tradicionales en esta época.
Existía una o a lo sumo dos almadrabas en las costas de Huelva, que de forma alternada o coetánea, eran la almadraba de la Tuta y la de la Mojarra. Aún en esta época no existía una demanda para avanzar más en estos modernos métodos de extracción, ya que eran técnicamente costosos y caros, convirtiendo aún el arte de la almadraba en poco rentable para una sociedad que no estaba preparada para ello por lo intrincado de los gremios y la inadecuada reglamentación. Las capturas de estas almadrabas daban más oferta de la que la población necesitaba consumir y en algunas ocasiones resultaban deficitarias.

### Industrialización

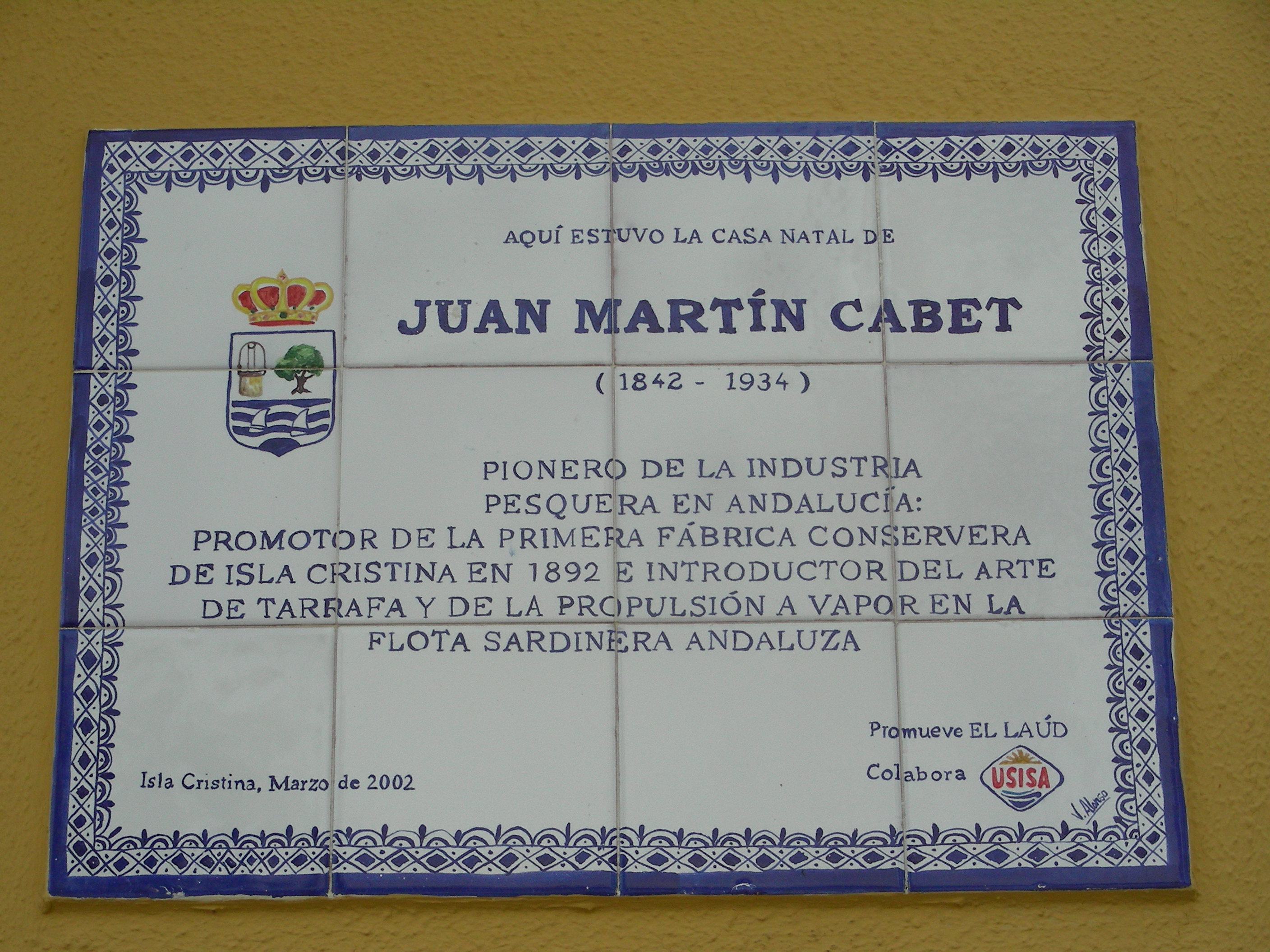
Placa en memoria de Juan Martín Cabet, quien trajo a Andalucía diversas tecnologías para la pesca.

Con la llegada de la industria conservera la demanda aumentó enormemente, ya que el pescado no requería ser consumido de inmediato, sino que podía ser conservado, almacenado y transportado grandes distancias para su posterior consumo. Poco a poco, la situación cambió y en 1861 se triplicaron las capturas conseguidas en 1831.
Hacia 1865 llegó desde Galicia el galeón (también llamado cerco real, conocido en Galicia como traíña), que acabaría por sustituir a las jábegas, aún con resistencia de sus antiguos usuarios, gracias a una concepción más empresarial del sector, al desestanco de la sal como monopolio estatal y a una bonanza de la pesca de aquellos años. Esta concepción empresarial fue aumentando en complejidad, explotaría cada vez más la pesca intensiva y desencadenaría un conflicto de intereses con Portugal (ya que los galeones con su libertad de movimiento les permitía alejarse de la costa) que no se superaría hasta bien entrado en vigor el marco europeo de pesca.
Fue un empresario salazonero de Isla Cristina, Martín Cabet, el impulsor de un nuevo arte que adaptó al galeón traído a España por él mismo desde Boston, la tarrafa (arte de cerco dedicado a la captura de la sardina). Martín Cabet lo adaptó perfectamente al barco, impulsado mediante remos (y posteriormente lo adaptó para propulsión a vapor) y con sus mayores dimensiones, mejor maniobrabilidad y permitir realizar lances en aguas más profundas permitirá superar las restricciones que Portugal imponía en sus aguas jurisdiccionales sin infringir el tratado de 1883, pescando en sus propias aguas sin navegarlas. En otros lugares de la provincia se prefirió comerciar con sardina portuguesa, en lugar de pescarla, lo que restó dinamismo y evitó la modernización de esos puertos, además de los riesgos que implicaba, ya que Portugal también manejaba una importante industria conservera.

### Relanzamiento de la almadraba
De las primeras almadrabas, concedidas en monopolio en el siglo XIII al duque de Medina Sidonia, la almadraba de la Tuta, que databa de 1812, fue la más constante. Hacia 1888 existían al menos dos en Isla Cristina, la citada y la de Las Cabezas, calada ese mismo año, además de la almadraba de la Mojarra que dejó de calarse. A finales de siglo la sardina rindió importancia al atún, sin embargo, Isla Cristina aportó aún más del 91% de las capturas totales de la provincia de Huelva en 1892 (5.598.075 kilos sin contabilizar el atún).
En los años 1880 despegó la mayor actividad relacionada con la pesca, la almadraba de atún y la industria conservera ligada a ella, que llegó a su esplendor en los años 1920. En ese momento, el puerto de Isla Cristina había conseguido aglutinar ante sí una población estable de 10 000 habitantes (comparable en la época con ciudades como Avilés o Irún) y había experimentado una fuerte industrialización de las actividades pesqueras asociadas, produciendo, sólo de atún, varios miles de kilos diarios y generando miles de puestos de trabajo directa o indirectamente, además de poseer verdaderas colonias industriales en varios puntos de la costa del golfo de Cádiz (concentradas en unas pocas familias), como era el caso de Rota, con fábricas de hasta 600 personas de las familias Zamorano y Romeu. La empresa de las almadrabas comenzó a trascender el ámbito de influencia local o regional, pasando la mayor parte de las almadrabas del golfo y varias marroquíes a manos de industriales isleños (y también ayamontinos).

### El oro azul, el atún como principal fuente de riqueza
El desarrollo tecnológico del momento permitió en buena medida este florecimiento económico basado en el atún, como lo describe Bellón en 1926:

...el gran desarrollo adquirido en nuestro país por la industria del atún al perfeccionarse los procedimientos de conserva y mejorar los medios de comunicación, que abren nuevos mercados al consumo, se ha reflejado en las fábricas, que de sencillas chancas para la salazón, con un material rudimentario, se han convertido en magníficas instalaciones, donde se ponen a contribución las modernas fuentes de energía y maravillas de la mecánica.
Bellón, 1926

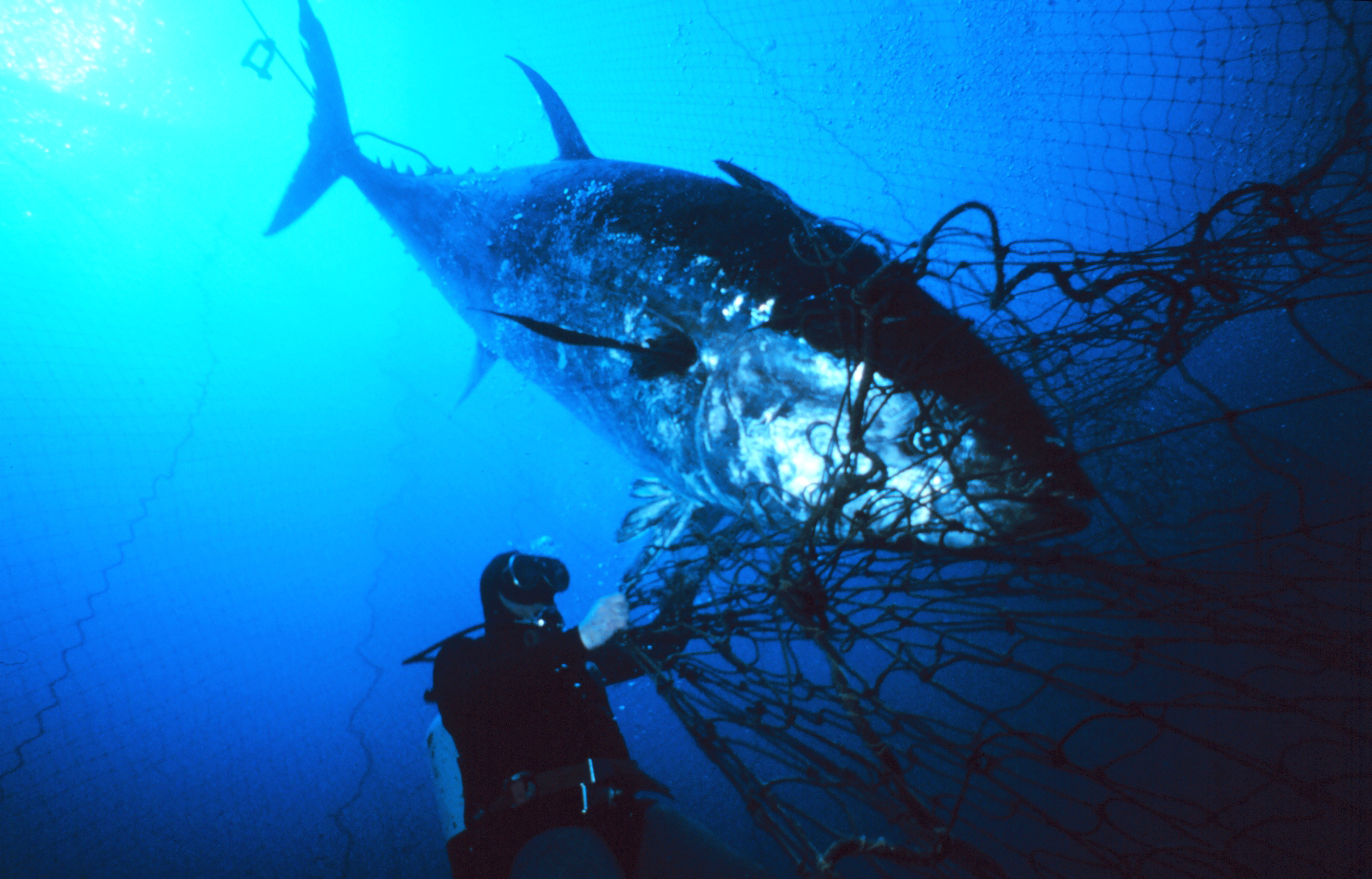
El atún ha sido durante décadas el puntal del puerto en cuanto a precio de mercado y peso desembarcado. Desde finales del el marisco y los productos de las piscifactorías le han tomado el relevo.

Este desarrollo se refiere fundamentalmente a la industrialización conservera (fundamentalmente conserva de atún aunque también de sardina) y se dio principalmente en las fábricas de Serafín Romeu y de Pérez y Feu de Isla Cristina y de este último también en Ayamonte. El precio de la tecnología en el momento era algo desdeñable, si lo comparamos con los costes del canon o de la reposición de material de las almadrabas. En los años 1910 se redujo la mano de obra debido a la mecanización de los barcos almadraberos, con lo que bajaron los costes de producción. Teniendo en cuenta que los años de la Primera Guerra Mundial y la posguerra fueron años de un fuerte incremento de las exportaciones y en que los precios de la conserva de atún sufrieron fuertes subidas, la inversión en infraestructuras y la mejora de las instalaciones eran necesarias y convenientes.
De las cuatro grandes empresas conserveras del golfo de Cádiz que acumulaban la práctica totalidad del sector nacional; Viuda de Zamorano, Serafín Romeu, José Ramón Curbera y Compañía Almadrabera Española, las dos primeras eran isleñas. Estas empresas constituían un claro ejemplo de concentración de la actividad, controlando todo el proceso desde la extracción. La capacidad media de producción diaria de las empresas almadraberoconserveras gaditanas, esto es, conservas de atún (por lo general en manos de empresarios procedentes de Isla Cristina o Ayamonte) sobrepasaba los 50.000 kg. además de una cantidad análoga de salazón. En una sola campaña podían producir hasta 15.000 atunes (aproximadamente 1.200.000 kilogramos de conserva). Además, las colonias industriales propiedad de Viuda de Zamorano, Romeu y Cª contaban con escuelas, un pequeño hospital, economato, alojamientos,... toda una ciudad para albergar a veces a más de 600 trabajadores y sus familias en el Real de las almadrabas.
En la siguiente tabla se ilustran los años de más actividad pesquera y el inicio de su caída. En comparación, en 2008 pasaron por la lonja casi 7.700.000 kilos. Los datos de pesca desembarcada han llegado a nuestros días gracias a que fueron publicados en su momento en el periódico isleño La Higuerita.
| La época del oro azul                                                           | La época del oro azul       |
| Año                                                                             | Captura de pescado en kilos |
| ------------------------------------------------------------------------------- | --------------------------- |
| 1919                                                                            | 12.204.500                  |
| 1920                                                                            | 10.826.000                  |
| 1921                                                                            | 13.644.000                  |
| 1922                                                                            | 11.750.000                  |
| 1923                                                                            | 15.621.500                  |
| 1924                                                                            | 9.194.500                   |
| Fuente: Orígenes de la Pesca Industrial en la provincia de Huelva. Segundo Ríos |                             |

El trabajo seguía siendo muy estacional (pesca intensiva), debiéndose desplazar cada trabajador con su familia en verano para el trabajo conservero. Sin embargo, Isla Cristina, y Huelva en general (lugares de producción tradicionales) perdían paulatinamente importancia desplazándose la producción a Cádiz. Esto se debió a la guerra de 1914, al cerrarse el mercado de importación de atún de Portugal, al aumento de capacidad de las factorías gaditanas y a la disminución de la productividad de las almadrabas isleñas (en la provincia de Huelva se pasó, entre 1922 y 1923, de capturar más de 30.000 atunes de más de 100 kg a solo 10 000). En Huelva no se alcanzaba el grado de concentración que tenía Cádiz.

### Alteración de los caladeros
El atún andaluz era cada vez más demandado, exportándose casi 5.000 toneladas de atún debido al agotamiento de las almadrabas de Portugal e Italia y la poca producción en otros países con los que se pudiera competir, con lo que las políticas arancelarias proteccionistas de esos países demandantes empezaron a cambiar. A principios de los años 1920 se enviaba casi toda la producción de atún del golfo de Cádiz a Italia, cubriendo sólo el 15% de su demanda anual de 40.000 Tm.
A mediados de la década de 1920, las industrias almadraberas del golfo, para no resentirse debido a la disminución de las capturas, tuvieron que reducirse. Previamente había afectado a los centros de producción de los países vecinos, con lo que quedaba claro que era una situación estructural y no coyuntural. Los empresarios de Isla Cristina tomaron la decisión de conservar las factorías de la provincia de Cádiz debido a su mayor rendimiento, favorecidas por las menores costas y bajo canon (la rentabilidad estaba, para el atún fresco, en 6.000 capturas en Isla Cristina, frente a solo 3.000 para el puerto de Rota). El negocio se fue haciendo más complicado en estos años, viéndose la Cámara de Comercio de Huelva obligada a establecer medidas contra el canon excesivo que se llegaba a pagar por algunos barcos almadraberos en Isla Cristina, de forma que se regulara pagar por capturas, en lugar del pago, como se venía haciendo, de una cantidad fija, a la vez que se suprimiera la contribución industrial. Sin embargo, el estado se negaba a perder su participación y los arriendos seguían subiendo. Con ello, se redujo el aporte de la costa onubense a sólo un 30% de la producción andaluza frente al 70% restante concentrado en la provincia de Cádiz.
A pesar de la debacle de la almadraba, Isla Cristina seguía siendo un importante puerto sardinero, como atestiguan fuentes de la época:

Isla Cristina es en la actualidad uno de nuestros puertos pesqueros más importantes de España, que sólo encuentra rival en algunos de las costas noroeste; es desde luego, el más exclusivamente pesquero de todos.
BELLÓN (1926), pág. 49.

### Fin de la almadraba
Tras la desaparición de las almadrabas que pertenecieron al Duque de Medina-Sidonia, éstas fueron explotadas por el Consorcio Nacional Almadrabero, fundado en 1928, con sede primero en Tarifa y posteriormente en Isla Cristina, de la que Serafín Romeu Portas fue su presidente. El 18 de enero de 1973, el Consorcio Nacional Almadrabero toma la decisión de liquidar la sociedad, con lo que se procede al cierre de las almadrabas de la provincia de Huelva (todas en Isla Cristina) y Almería. Recientemente y gracias a la recuperación de la especie en el golfo de Cádiz, se especula con la vuelta en la década de 2020 al calado de una almadraba en Isla Cristina.

### La flota en la segunda mitad delsigloXX
Tras la Guerra Civil y como consecuencia de la decadencia del sector atunero, los armadores miraron más allá de las costas del golfo. Gracias a la mejora tecnológica que supuso nuevos barcos con más autonomía, Isla Cristina construyó la flota denominada de Agadir, con más de 250 toneladas de registro bruto (TRB), cuyo fin era precisamente faenar en las aguas de ese caladero africano, abandonándose la propulsión a vapor de los antiguos. Desde entonces la pesca de altura ha sido la principal empresa del puerto, desarrollándose la actividad en caladeros como los de Mauritania o Senegal. Esta explotación intensiva de caladeros alejados era la consecuencia de una mayor oposición portuguesa a pescar en sus aguas, algo que también afectaría a la flota portuguesa, ya que ambas flotas pescaban a ambos lados de la frontera hispanoportuguesa. A la postre, esta necesidad de pescar a miles de kilómetros puso fin a la mayor parte de la actividad tradicional de Isla Cristina, y a aumentar la decadencia que ya se había iniciado con el descenso de capturas en las almadrabas.
A finales del siglo XX, con una actividad artesanal mermada y despuntando las capturas en caladeros del occidente africano, llegaron los grandes buques frigorífico de más de mil toneladas de empuje que preparan in situ la pesca para su llegada a puerto con semanas de antelación. El modelo de negocio de los armadores tuvo que variar debido a los periodos de pesca, muchísimo más largos que la tradicional navegación de cabotaje: los barcos congeladores de caladeros canario-saharianos recalan en puerto cada 15 días los de cerco y cada 40 los de arrastre.
Por otra parte, gracias al despunte de Isla Cristina en el pasado, la cotización en el mercado de su lonja siguió reportando beneficios, registrándose valores de mercado superiores a los de puertos vecinos. Sin embargo no siempre el número de capturas se ha visto incrementado con los avances tecnológicos, si bien en los primeros años del siglo XXI se está viendo un aumento de las capturas. Estos avances tecnológicos han permitido derivar parte del negocio pesquero al de las piscifactorías y acuicultura, que van en alza, estableciéndose a principios del año 2009 un grupo de pantalanes para la cría de mejillones como hito en su desarrollo.

## Desarrollo urbano del puerto

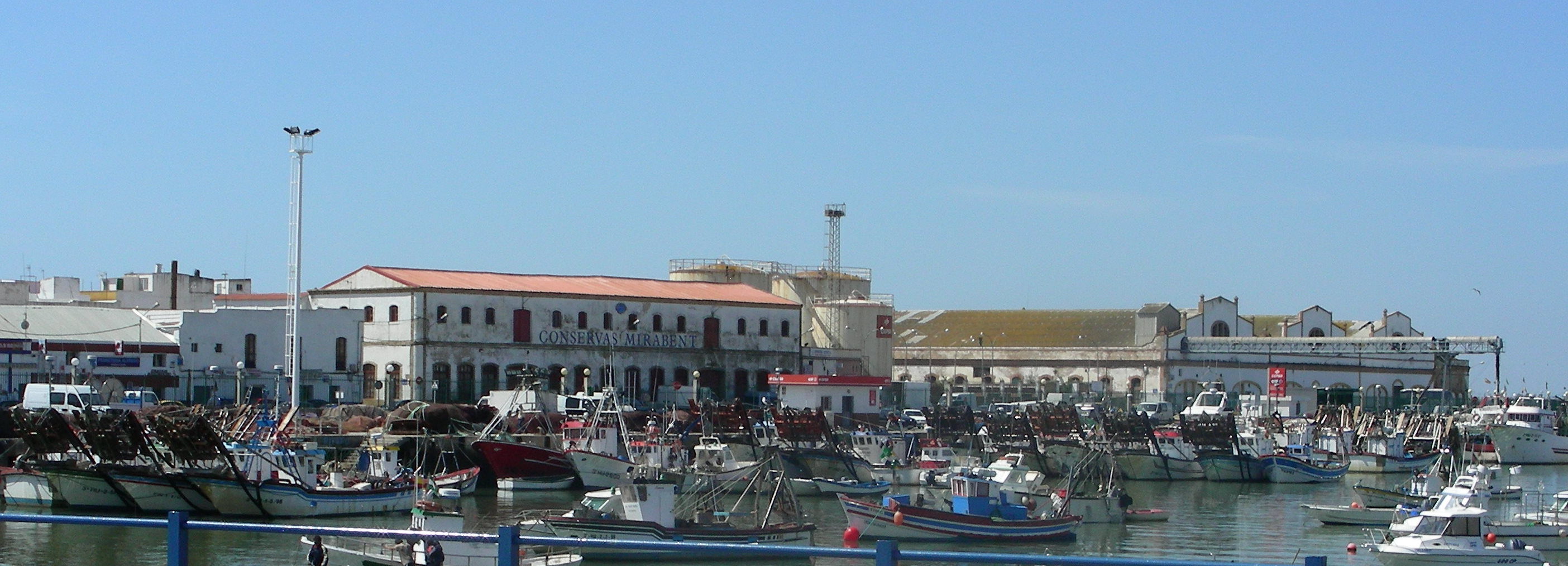
Muelle Marina y las fábricas de salazones de principios del desde el puente Infanta Cristina.

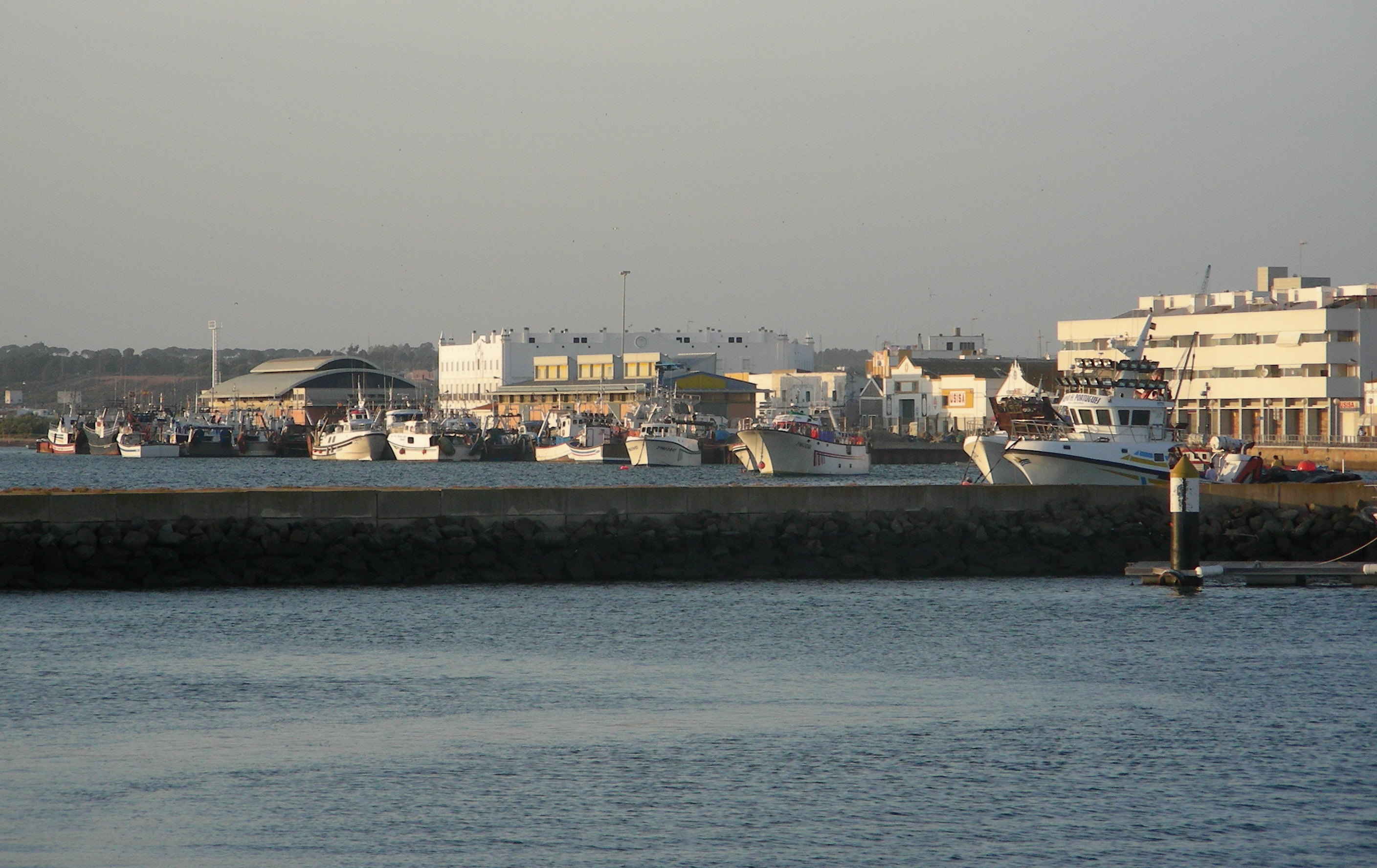
Vista general del muelle Martínez Catena y los edificios de la lonja desde el puerto deportivo.

Remontándonos a los albores del siglo XVIII, se comprueba que existieron varios puntos donde se producía la recogida del pescado fresco y los tratamientos iniciales de salazón para su transporte a los puertos principales de origen (principalmente el Levante español) de las embarcaciones que en esta costa faenaban.
Tras el terremoto de Lisboa de 1755 se inició el poblamiento estable de la isla de La Higuerita, donde se localiza el puerto (actualmente la isla está unida al continente por un estrecho margen de tierra) para dar mejor servicio a las embarcaciones del puerto y atender sus instalaciones todo el año (según Mirabent, el primer grupo de pobladores fue la familia de Faneca (Josep Faneca, de Mataró), el primer guardia estable de los almacenes e instalaciones portuarias).
Inicialmente, a mediados del siglo XVIII, el muelle se reducía a la vertiente oeste, conocido como muelle Martínez Catena, donde se disponía un pequeño embarcadero de madera para el atraque de unos pocos barcos. Éste fue el primer muelle que se hizo en la isla. Posteriormente se fue ampliando hasta hacerlo lineal a la línea de casas de la ribera, entonces separada por una zona de playa. Posteriormente, ya en el siglo XIX, se hace lo mismo en la zona norte, llamándose a éste muelle Marina.
Ya en el siglo XX se construyó, en una zona de unos 50 m² ganados al mar del muelle Martínez Catena, la caseta de la autoridad portuaria. Con posterioridad, en la zona oeste del muelle Marina se levantó el recinto que evitaría la venta de pescado en plazas, como la de las Flores, la "nueva" lonja (lota, como se sigue conociendo este edificio, derivación del catalán lotja) en terrenos ganados al mar. El muelle Marina finalmente fue ampliado hasta conseguir su configuración moderna: fueron unos 40 metros los que se ganó nuevamente hacia la ría. Posteriormente se hizo lo mismo en la zona sur del muelle Catena. Ya en la segunda mitad del siglo XX se creó un nuevo edificio de la lonja en la zona norte del muelle Martínez Catena que se mejoró a finales de dicho siglo, construyéndose una ampliación en la zona sur del muelle Catena y reedificando la antigua lonja de la zona norte. La parte del muelle Marina que aún no había sido ampliada, desde su extremo este hasta el puente Infanta Cristina, fue incorporada al puerto en el cambio de milenio. Paralelamente, hacia mediados de los años 1990, se cercó todo el recinto portuario. Fue en este momento cuando la EPPA (Empresa Pública de Puertos de Andalucía) se hizo cargo de la administración del puerto de Isla Cristina.

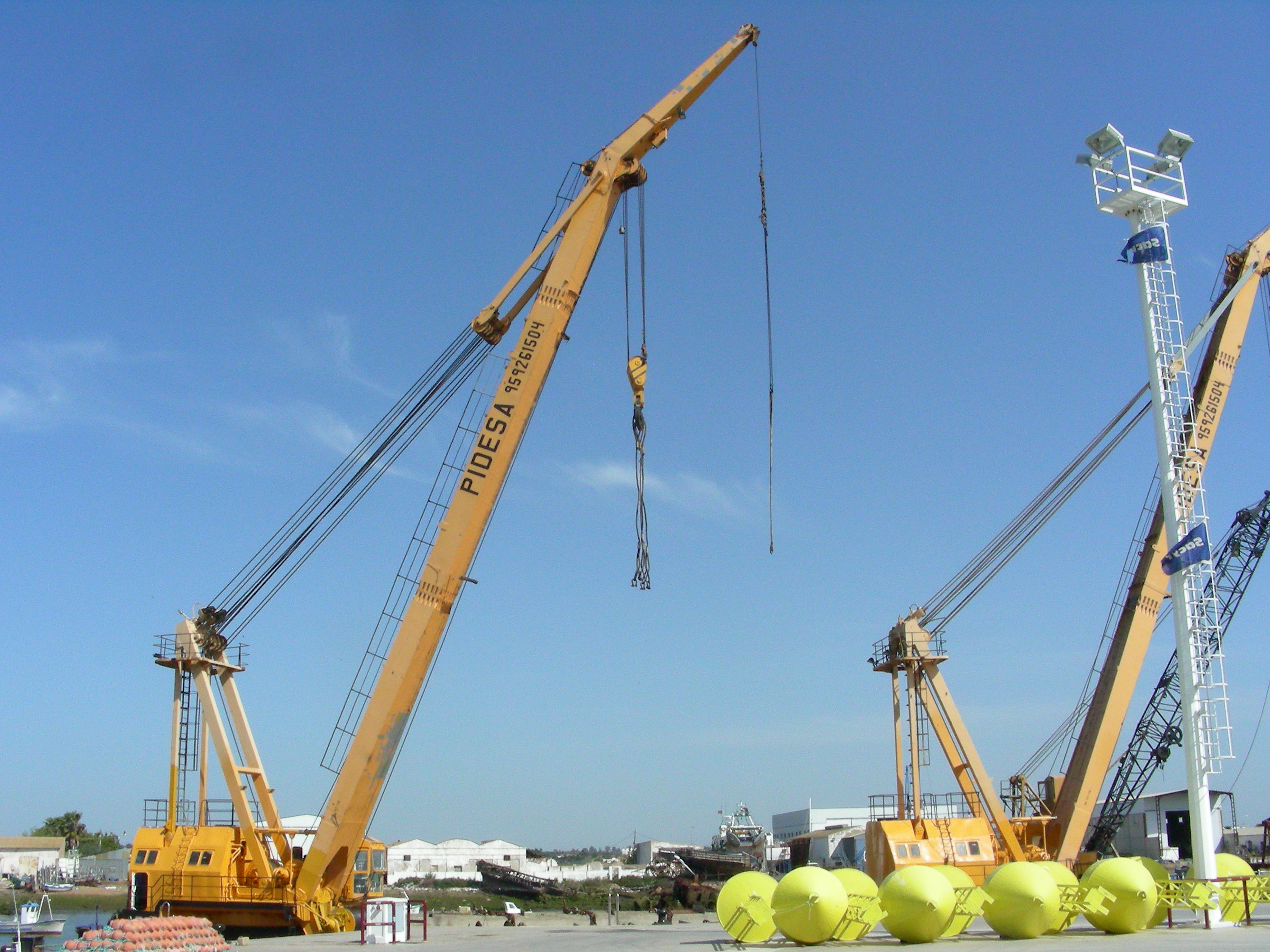
Grúas para maniobras de movimiento de grandes cargas en la última ampliación del puerto, entre los muelles Martínez Catena y Marina a principios de 2009.

Tras la aprobación del PGOU de 1987, se iniciaron los preparativos para la construcción, en la barriada de la Punta del Caimán, de un puerto deportivo con capacidad para 204 atraques y más de 50.000 m² de superficie. En 2007 acabó decidiéndose su ampliación como consecuencia de la enorme demanda de amarres que hay en este puerto, con más 6 años de espera en su adjudicación.
Finalmente, en el bienio 2007-08 se amplió nuevamente el puerto, ganando al mar el tramo en codo que separaba ambos muelles. La superficie total del puerto pesquero de Isla Cristina superaba en abril de 2009 los 640.000 m²

## El puerto pesquero en la actualidad

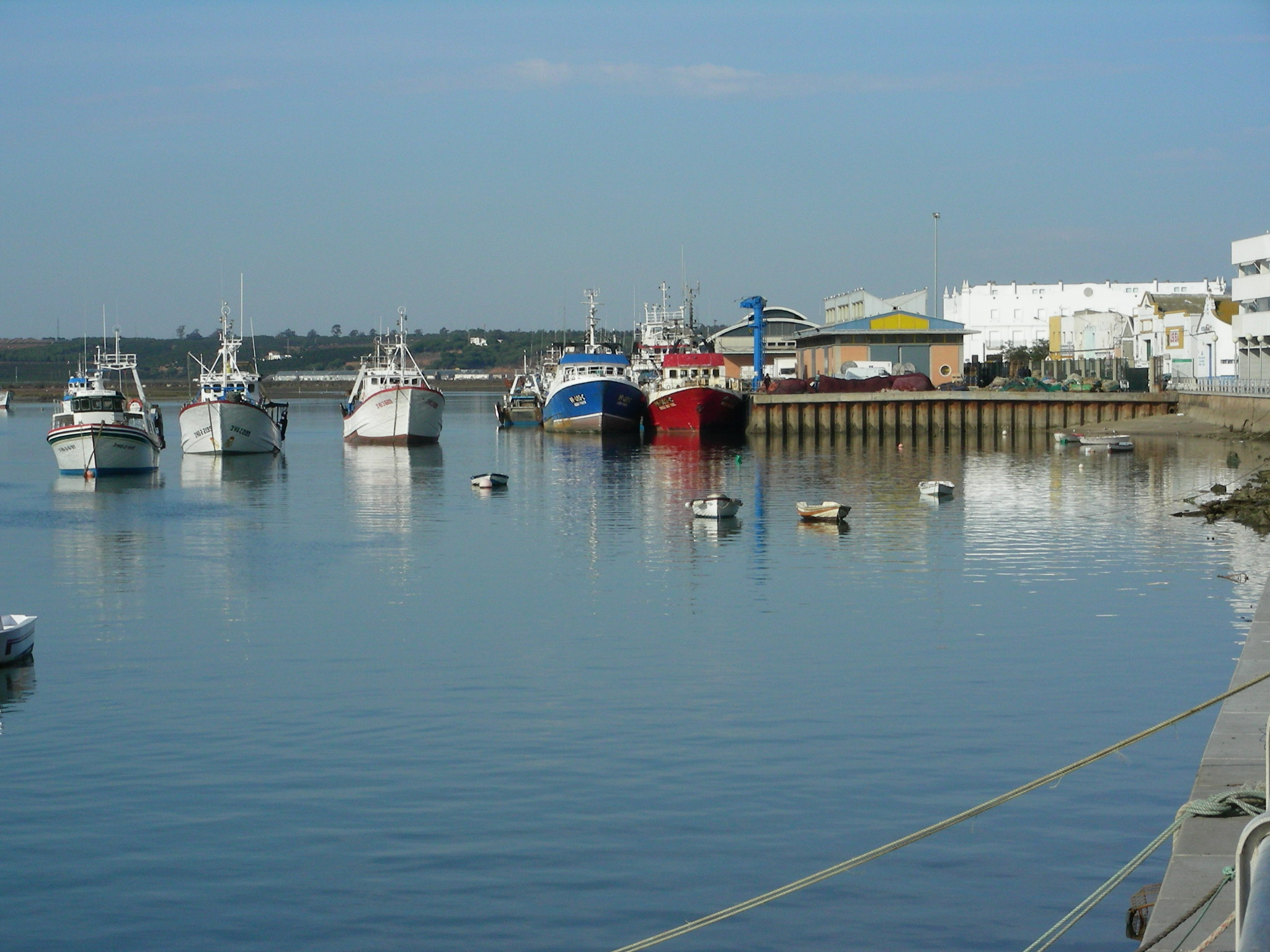
Muelle Martínez Catena y uno de los edificios de la Lonja en primer plano del muelle.

El puerto posee una lonja que da servicio a la flota isleña así como a embarcaciones de puertos base cercanos, como Ayamonte y algunos portugueses, fundamentalmente. La flota propia con base en el puerto supone más de 22.000 toneladas de registro bruto y está compuesta por unas 250 embarcaciones, con una media de 88 TRB, con un importante índice de empleo, además, indirectamente acoge un importante sector secundario o de transformación que engloba varios miles de puestos de trabajo.

El puerto industrial es el de mayor facturación de pesca fresco de Andalucía, alcanzando nuevamente en el primer semestre del año 2009 el segundo puesto como productor andaluz y representando el 54'4% de las operaciones en las lonjas de Andalucía junto a Cádiz, Punta Umbría, Barbate y Caleta de Vélez. Uno de los principales caladeros, junto al de Agadir, ya mencionado y aún en explotación, es el de Senegambia.

### Eventos
En los primeros años del siglo XXI se realizaron grandes eventos internacionales y ferias de la industria pesquera-piscícola. Se consolidaron ferias internacionales con carácter bianual como FAMAR (Feria Andaluza del Mar), heredera de FIMAR (Feria Internacional del Mar), con más implicación de las administraciones que su antecesora. En 2008 se celebró el segundo encuentro "Cluster de Empresas Pesqueras en Terceros Países", habiéndose celebrado el primero en Bayona y aglutinando en su segunda edición a más de 30 ponentes, entre ministros de pesca y representantes del sector de otros tantos países.

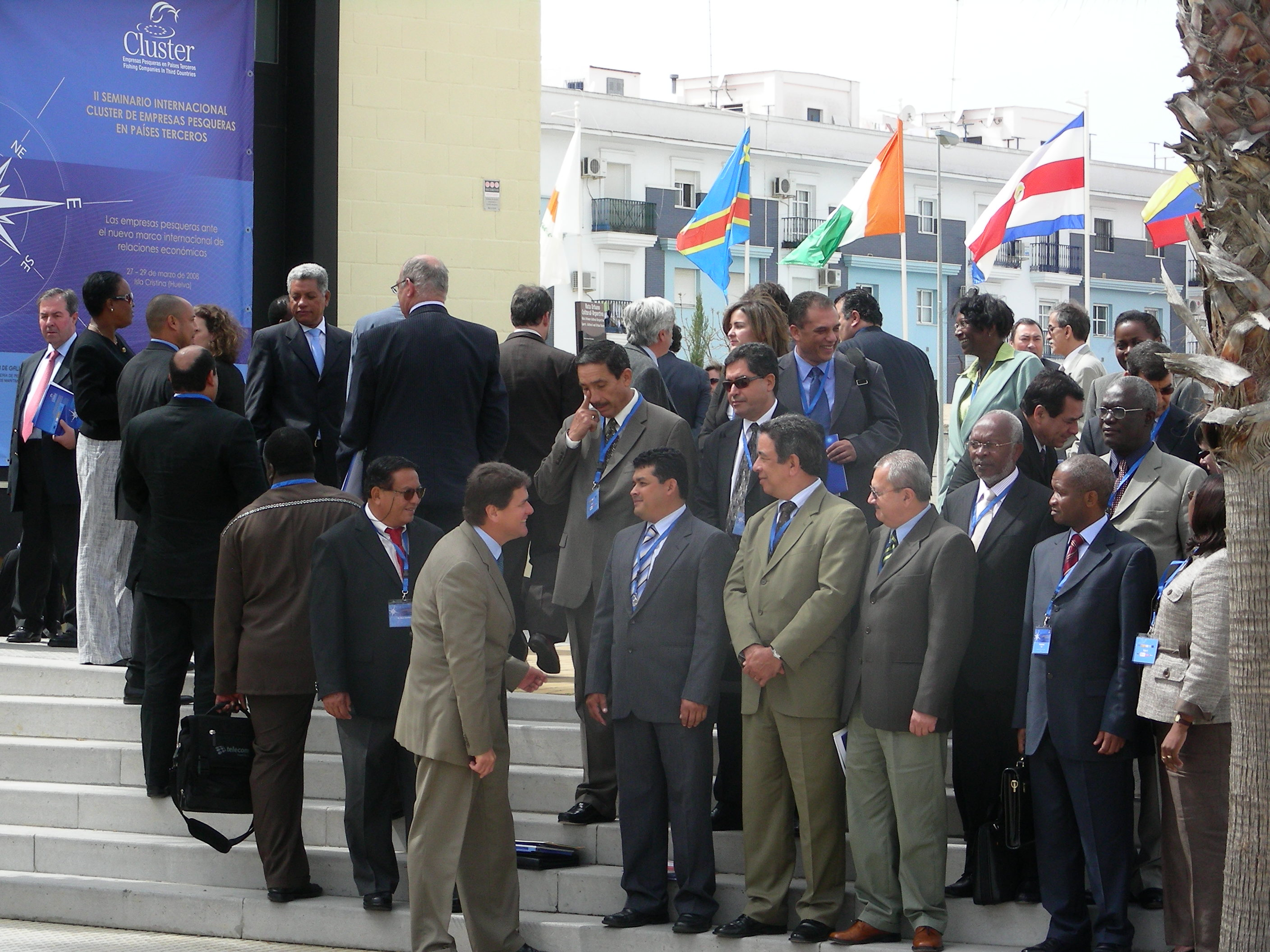
Foto de autoridades pesqueras en el "Cluster de empresas pesqueras en países terceros".

### Centro de Innovación de la Pesca y traslado de fábricas
Las fábricas de conserva se trasladaron a polígonos industriales de las afueras en los primeros años del siglo XXI, resultado de la ejecución de planes especiales fuera del plan de ordenación vigente, por la necesidad de rehabilitar la zona pesquera del casco histórico para la ciudadanía. Algunas fábricas que aún permanecen en pie se reconvirtieron para usos terciarios, como la antigua de Mirabent, donde se ejecutó el Centro de Innovación Tecnológica de la Pesca (CIT Garum) que ofrecerá servicios avanzados en tecnologías de alimentos del mar, tecnologías de procesos y tecnologías de sostenibilidad, al conjunto de operadores de pesca. Este centro igualmente prestará servicios avanzados en prospectiva, desarrollo de negocio, internacionalización, incubación empresarial, desarrollando capacidades para interactuar a escala internacional y estructurar todo tipo de proyectos. CIT Garum forma parte de la red de espacios tecnológicos de Andalucía RETA.

### Capturas
Siendo uno de los principales puertos a nivel nacional en producción, número de embarcaciones y valor de las capturas –por encima de los 20 millones de euros- es necesaria una gestión empresarial de la lonja (lota), encargada de ello es la empresa Lonja de Isla Cristina S.L. En términos de producción, Cádiz es el único puerto que supera en capturas al de Isla Cristina, aunque sigue siendo el primero en ventas.

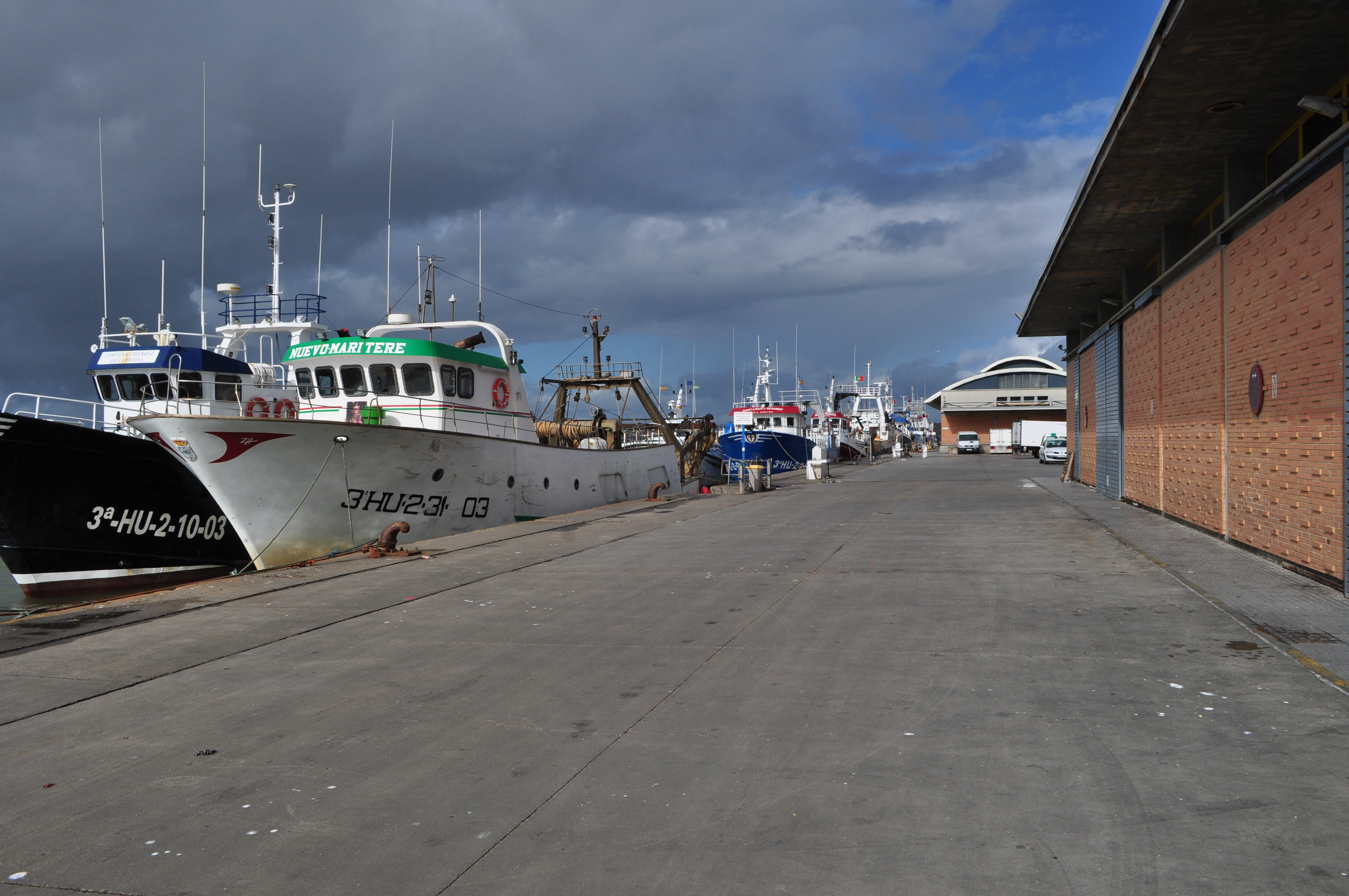
Vista del muelle Martínez Catena donde se aprecian los dos edificios de la lonja y algunos barcos atracados con bandera portuguesa.

Aunque en este puerto, ubicado en la desembocadura de la ría Carreras, desembarquen a diario decenas de especies las dos principales aún siguen siendo la sardina (Sardina sp.) y el gran atún rojo (Thunnus thynnus), si bien la dorada contribuye en al menos la mitad del total provincial que supone, a su vez, una cuota del 15% a nivel nacional.

#### El atún y la sardina
El atún, llamado por Estrabón "cerdo de mar" por apenas tener desperdicio, puede superar los 200 kilogramos. Su aprovechamiento es el siguiente: de cada 100 kilogramos de peso bruto se obtienen 61 de carne destinada a la salazón y conserva, 8 de otra carne inferior que no se sala y 4 de buches e intestinos que sí son salados. Los 27 kilogramos de despojos restantes - cabeza, espinas y aletas - se usan para producir el guano, un tipo de abono del que existen numerosas factorías en la misma Isla Cristina y que en otra época incluso se usó para producir electricidad. Tanto el atún como la sardina fueron las primeras especies del puerto en producirse en conserva, de hecho, el puerto sigue siendo uno de los primeros en capturas de sardina del país.

#### Otras capturas
En 2008 la flota pesquera de Isla Cristina desembarcó un total de 7.693 toneladas de pescados y mariscos, con un valor de primera venta de 21 millones de euros. Por el volumen de capturas y su valor destacan los desembarcos de la flota de cerco, con la mitad del total de las capturas y el 16% del valor comercializado; y de arrastre, con el 29% del volumen y el 65% del valor. Por otro lado, el desembarco de chirla supuso el 15% del volumen de capturas y el 11% del valor comercializado. Estos valores dejan a la lonja de Vigo, otra de las más importantes de España, a cierta distancia. En 2009, se vendió en la lonja capturas de pescado fresco desembarcado (se excluyen por tanto productos de piscifactoría y granjas marinas) por valor de más de 26 millones de euros, un 16'35% más que el año anterior. En el mes de enero de 2010 entraron en la lonja 500.00 kilos de pesca por un valor de 2 millones de euros, lo que suponía dos veces y cuarto el peso respecto del mismo periodo del año anterior y dos veces su valor. Véase la relación de puertos andaluces por capturas de pescado.

### Consorcios y empresas

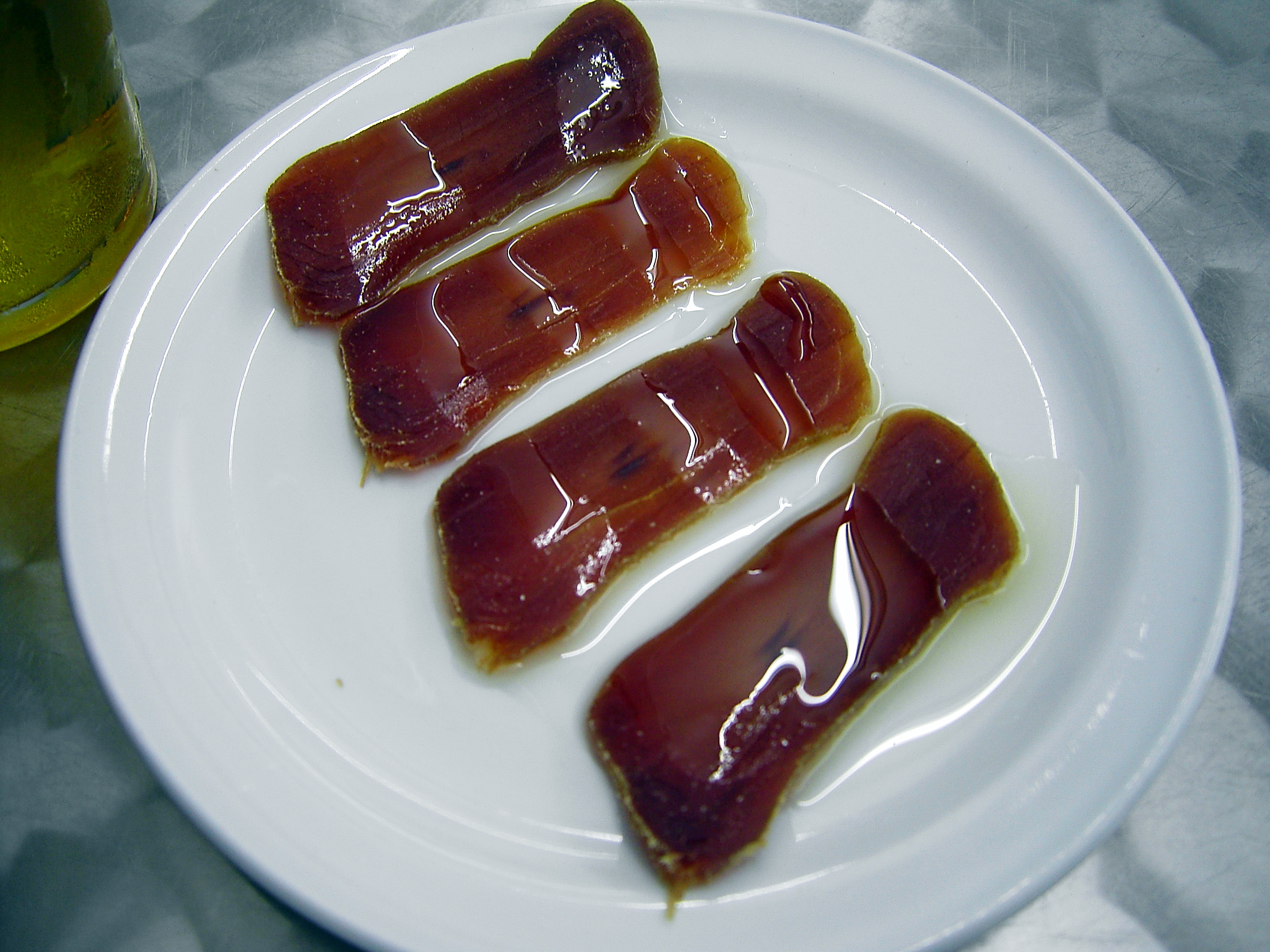
Mojama de atún de Isla Cristina, junto con Barbate, su principal productor.

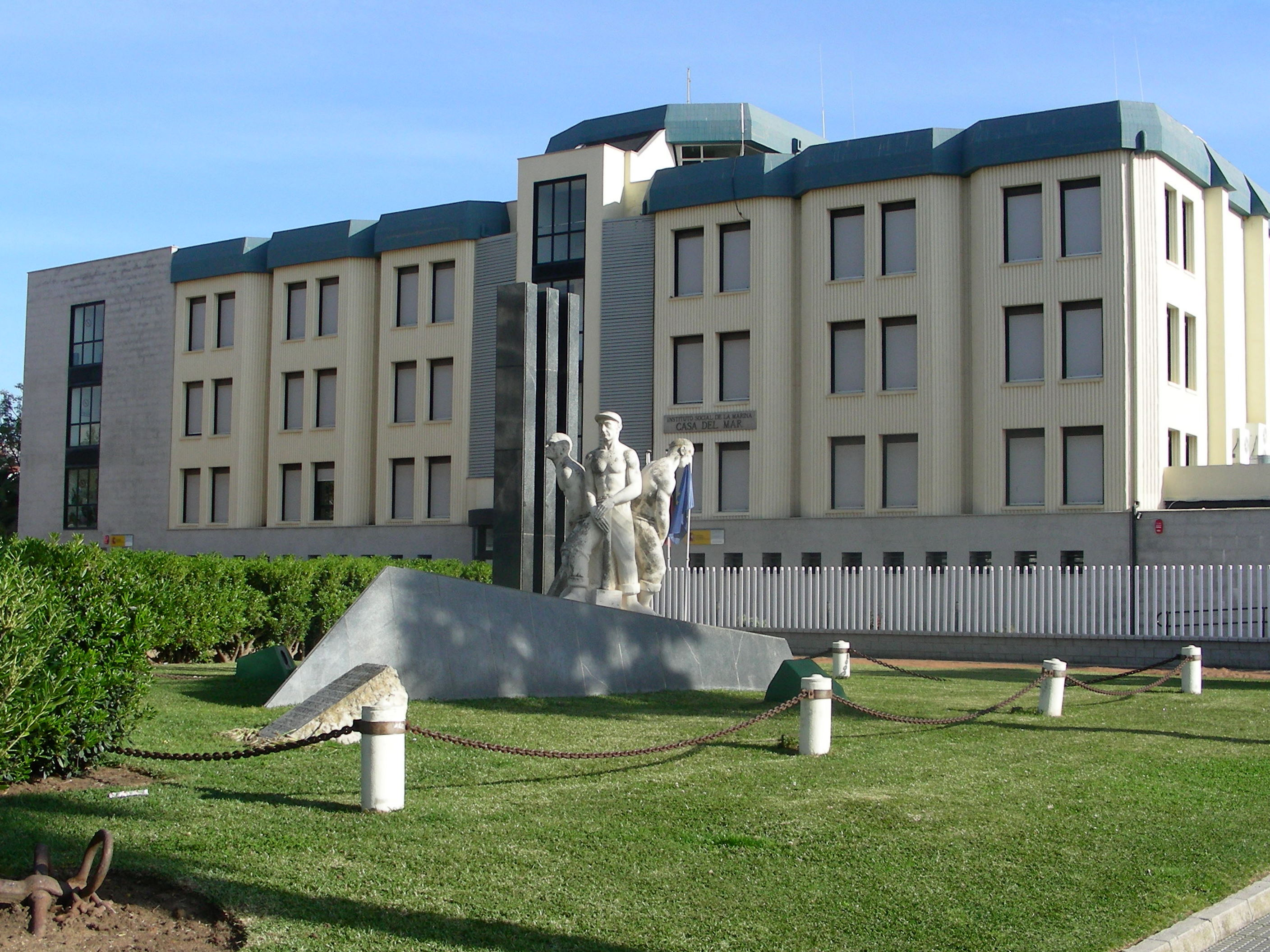
Cofradía de Pesadores de Isla Cristina.

- Lonja de Isla Cristina S.L.: Empresa pública hasta marzo de 1999, se privatiza desde el ayuntamiento para añadir competitividad a su gestión, realizada a partes iguales por la Asociación de Armadores de Isla Cristina y por la Cofradía de Pescadores. En sus instalaciones se descargan anualmente en orden a los 18 millones de kilos entre pesca del mar, productos de la acuicultura y marisqueo, el 1'5 % de la producción nacional, esto genera a la lonja un volumen de ventas que supera los 20 millones de euros.[29]

- USISA: Unión Salazonera Isleña S.A. es la empresa histórica del puerto, que desde 1850 ha ido creciendo y agrupando a otras, convirtiéndose actualmente en la primera empresa isleña y la primera empresa andaluza de su sector. La empresa tiene capacidad para el procesamiento en túneles de congelado de 180 toneladas diarias. Mueve un volumen del orden de las 12.000 Tm de pescado y su cifra de facturación ascendió en 2010 a los 23 millones de euros.[30][31][32] La plantilla del año 2011 alcanzaba los 387 trabajadores.[33] Se le conocen varios reconocimientos y su internacionalización es del 20%, llevada a cabo en Alemania, Austria, Eslovenia, Hungría, Italia, Polonia y Suiza. Posee oficinas en Isla Cristina (central), Valencia y Barcelona.[33]

- Otras empresas que operan en el puerto son La Higuerita, cuyo valor principal es pescar en Islandia su propio bacalao, IPESSA, con salazones y congelados entre sus productos principales, y Pescatun Isleña S.L., dedicada a la comercialización de productos de piscifactoría.

## Puerto deportivo

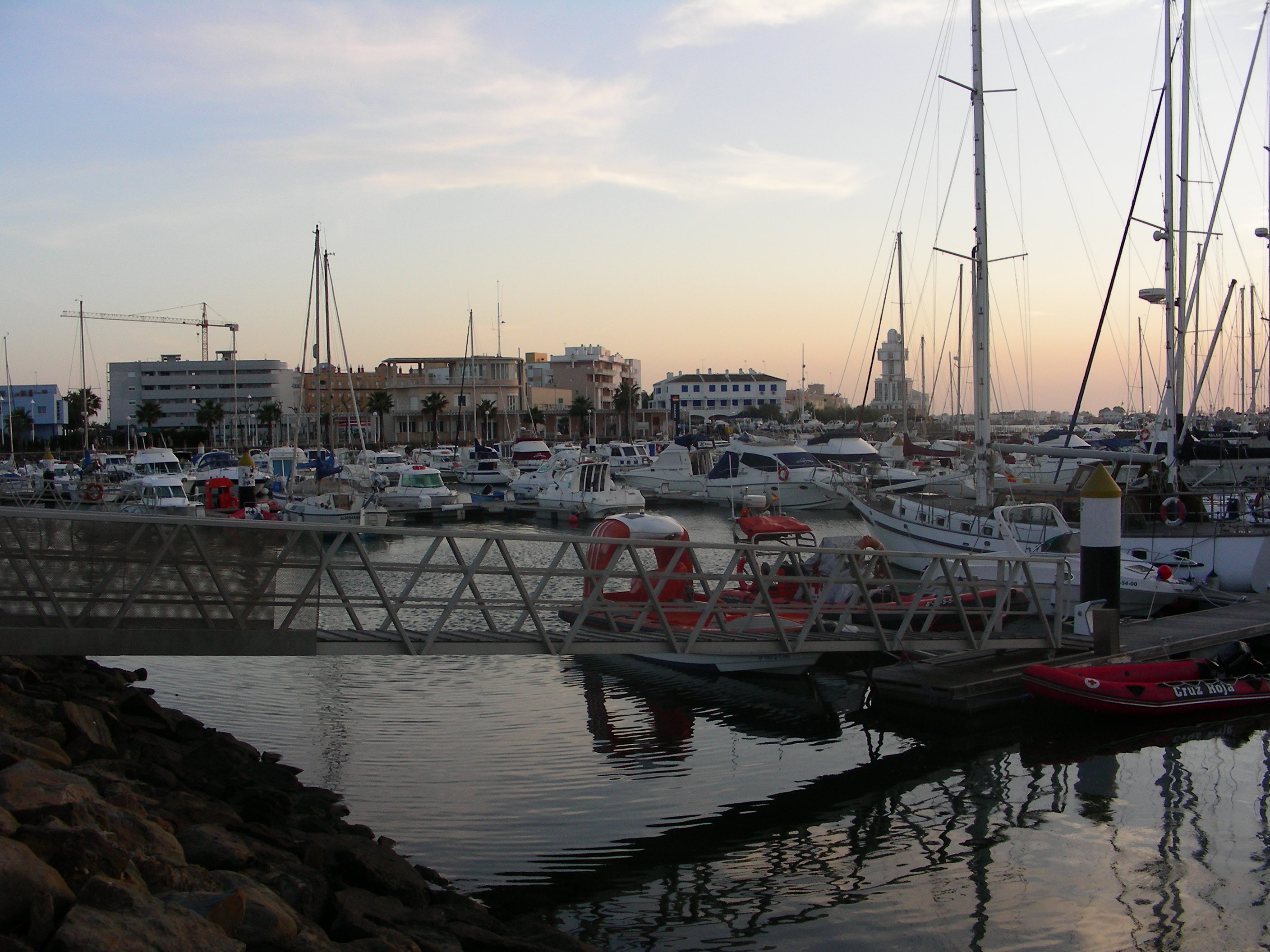
Vista del puerto deportivo de Isla Cristina.

El puerto deportivo está administrado por la Empresa Pública de Puertos de Andalucía (EPPA) y cuenta con 204 amarres. En el PGOU de 2007 se recoge una ampliación que aumenta el número de pantalanes y amarres. El 10 de noviembre de 2009 se inicia la declaración de impacto ambiental de su construcción, especificándose que contará con 760 puntos de amarre y otros 160 de fondeo en la Gola, en la margen izquierda de la ría Carreras, aprovechando el dique de levante como protección.
El actual, construido en torno a 1994, posee varadero, rampa con capacidad de arrastre de 32 Tm, grúa de 5 Tm de capacidad, zona comercial y otras instalaciones. El puerto ha contado con bandera azul durante todo el periodo que abarca desde 2001 a 2010. La gestión del puerto vecino de El Terrón se lleva a cabo desde la capitanía de este puerto deportivo.

## Navegación
Las cartas náuticas en las que el Instituto Hidrográfico de la Marina representa en detalle al puerto de Isla Cristina son la 440A y la 440:
- 440A

Desembocadura del río Guadiana y ría de Isla Cristina.
Escala 1:20.000
Edición I de diciembre de 2000
- 440

Del río Guadiana al río Piedras (nombre oficial Del río Guadiana al río de Las Piedras)
Escala 1:50.000
Edición I de marzo de 2003

### Transporte
Desde uno de los pantalanes de este puerto se realiza el transporte marítimo de pasajeros hasta el puerto cercano de Punta del Moral, con una frecuencia horaria en las horas de mayor tránsito y cada dos horas en el resto. Si bien es el único enlace permanente que existe, a principios del siglo XX hubo otro servicio de trasbordador que unía Isla Cristina con Ayamonte y posiblemente también con Vila Real de Santo António.